# Ebru Uygurtaş
Pour les articles homonymes, voir Ebru Ceylan.
Ebru Uygurtaş (née Ebru Ceylan le 26 mai 1987 à Ankara) est une joueuse de volley-ball turque. Elle mesure 1,82 m et joue au poste de réceptionneuse-attaquante. 

## Clubs
| Club                  | De        | À         |
| --------------------- | --------- | --------- |
| İller Bankası Ankara  | 2002-2003 | 2011-2012 |
| Çankaya Belediye      | 2012-2013 | 2012-2013 |
| Arkas Spor İzmir      | 2013-2014 | 2013-2014 |
| Çanakkale Belediye    | 2014-2015 | 2015-2016 |
| İlbank Ankara         | 2016-2017 | 2016-2017 |
| Bolu Belediyespor     | 2017-2018 | 2017-2018 |
| TED Ankara Kolejliler | 2019-2020 | …         |